# Cadas Ngampar
Cadas Ngampar is een bestuurslaag in het regentschap Bogor van de provincie West-Java, Indonesië. Cadas Ngampar telt 6651 inwoners (volkstelling 2010).